# Трихманенко Віктор Федорович
Ві́ктор Фе́дорович Трихмане́нко (біл. Віктар Фёдаравіч Трыхманенка; рос. Виктор Фёдорович Трихманенко; * 10 травня 1923, Гуменці, нині Кам'янець-Подільського району Хмельницької області) — письменник, журналіст.

## Біографія
Народився в сім'ї вчителів. Учасник Німецько-радянської війни.
1941 року закінчив аероклуб у Донецьку, 1944 року — військове авіаційне училище, 1949 року Військово-політичну академію. Був членом КПРС.
Упродовж 1946—1974 років працював у Білоруському телеграфному агентстві, у військовій пресі на Камчатці, в Хабаровську, Баку, Мінську, Вінсдорфі (НДР). Далі, у 1974—1982 роках, був відповідальним редактором газети Білоруського військового округу «Во славу Родины», завідувачем редакції видавництва «Урожай», директором Будинку літераторів у Мінську.
1962 року став членом Спілки письменників СРСР.
Нагороджено орденами Вітчизняної війни другого ступеня, «За службу Батьківщині в Збройних Силах СРСР» третього ступеня, медалями.
Живе в Мінську.

## Творчість
Пише російською та білоруською мовами. Друкується з 1954 року. Автор низки книг прози, виданих у Москві, Хабаровську та Мінську.

### Основні видання
- Сложный вариант: Рассказы. — Москва, 1958.
- Звуковой барьер: Рассказы о лётчиках. — Хабаровск, 1959.
- Наташины зорьки. — Хабаровск, 1960. Збірка вийшла у серії «Библиотечка дальневосточного рассказа».
- Человек расправляет крылья: Повесть и рассказы. — Москва: Молодая гвардия, 1961.
- Знакомый почерк: Повесть. — Москва, 1963.
- Истинная высота: Повесть. — Минск, 1965.
- Небом крещённые: Роман. — Москва: Молодая гвардия, 1969. Роман складається з трьох повістей: «Школа ускоренного типа», «Падучая звезда» і «Ещё один из племени одержимых».
- Крылья на вырост: Повести. — Москва: Воениздат, 1974. До збірки увійшли повісті «Крылья на вырост», «Комэск», «Вернется ли аист?».
- День, подаренный небом: Рассказы. — Москва, 1975.
- Сестра белой березы: Повесть, рассказы. — Минск, 1979.
- Крылья на вырост: Роман, повесть, рассказы. — Минск, 1984.
- Сергей Грицевец: Документальная повесть. — Минск, 1987. Про льотчика-винищувача, двічі Героя Радянського Союзу Сергія Грицевця.
- На плечах своих: Повести. — Минск, 1994. До збірки увійшло дві повісті: «На плечах своих» і «Один из тех…».